# Thomas Storrow Brown
Thomas Storrow Brown (ur. 7 lipca 1803, zm. 26 listopada 1888) – dziennikarz, pisarz, mówca i rewolucjonista z Dolnej Kanady, podczas rebelii w Dolnej Kanadzie jeden z przywódców powstańczych.
Brown urodził się w St. Andrews w Nowym Brunszwiku, jego rodzicami byli Henry Barlow Brown i Rebecca Appleton. W młodości przeniósł się do Montrealu w Dolnej Kanadzie, gdzie podjął pracę.
W 1837 roku przystąpił do rebelii w Dolnej Kanadzie i był przywódcą skrzydła militarnego powstańców. W listopadzie został ranny i oślepiony na jedno oko w czasie walk ulicznych, co nie przeszkodziło mu kontynuować udziału w walce i wziąć udział w bitwie pod Saint-Charles. Po klęsce zbiegł do USA, gdzie pracował jako dziennikarz na Florydzie. W 1844 roku, na mocy amnestii, powrócił do Montrealu i podjął pracę w sklepie. W 1861 roku otrzymał pracę w administracji.
Zmarł w swoim domu w Montrealu 26 listopada 1888 roku.